# Polánka (powiat Pilzno Południe)
Polánka – gmina w Czechach, w powiecie Pilzno Południe, w kraju pilzneńskim. Według danych z dnia 1 stycznia 2013 liczyła 46 mieszkańców.